# Чагрівська сільська рада
| Чагрівська сільська рада — орган місцевого самоврядування у Рогатинському районі Івано-Франківської області з адміністративним центром у с. Чагрів. Історична дата утворення: в 1947 році. Сільській раді підпорядковані населені пункти: - с. Чагрів |

## Склад ради
Рада складається з 14 депутатів та голови.

### Керівний склад ради
| ПІБ                       | Основні відомості                                                 | Дата обрання | Дата звільнення |
| ------------------------- | ----------------------------------------------------------------- | ------------ | --------------- |
| Свачій Богдан Петрович    | Сільський голова, 1956 року народження, освіта                    | 26.03.2006   | 31.10.2010      |
| Любінець Олег Любомирович | Сільський голова, 1979 року народження, освіта вища, безпартійний | 31.10.2010   |                 |

Примітка: таблиця складена за даними джерела